# Christian Rub

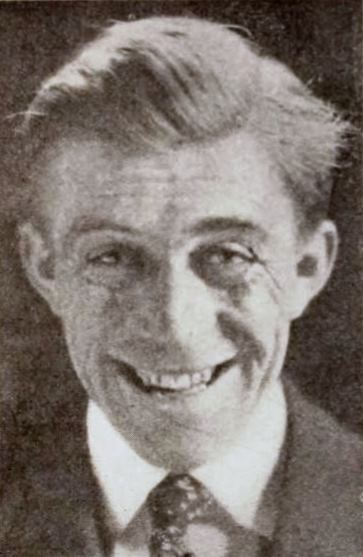
Christian Rub (1920)

Christian Rub (* 13. April 1886 in Graz; † 14. April 1956 in Santa Barbara, Kalifornien) war ein österreichisch-amerikanischer Schauspieler. Zwischen 1919 und 1952 spielte in rund 120 Filmen mit.

## Leben
Christian Rub wurde als Sohn von Otto Rub (1856–1942) und Paula Groß, einer Nichte Bernhard Baumeisters, in Graz geboren. Sowohl er als auch seine Schwester Marianne Rub (* 1883) wurden bereits als Kinderdarsteller im Theater eingesetzt. Dabei spielte er in Weimar als „Walter Tell“ und in Riga als „kleiner Lord“ und „Pariser Taugenichts“. Zudem wurde er an das Burgtheater für Kinderrollen engagiert, eine besondere Auszeichnung, da bis dahin nur Mädchen für Kinderrollen verwendet wurden.
Rub lebte spätestens ab 1919 in den Vereinigten Staaten, als er sein Filmdebüt im Stummfilm The Belle of New York an der Seite von Marion Davies gab. Zunächst drehte er jedoch nur wenige Filme und war hauptsächlich als Theaterschauspieler auf amerikanischen Bühnen zu sehen, so trat er etwa zwischen Dezember 1920 und Januar 1921 mit anderen deutschen Schauspielern mit dem Stück Wo Die Lerche Singt am Broadway auf. 1932 gelangte er nach Hollywood. Insgesamt drehte er dort bis 1952 rund 120 Filme, wobei er allerdings nur gelegentlich über kleinere Nebenrollen hinauskam und häufig nicht im Abspann Erwähnung fand. Wegen seines Akzentes war er meistens in der Rolle des Deutschen, Österreichers oder Skandinaviers zu sehen; häufig waren seine Figuren leicht komischer, aber freundlicher Natur. Rub hatte unter anderem eine Nebenrolle als Nachbar von Lionel Barrymore in Frank Capras oscarprämierter Komödie Lebenskünstler und spielte außerdem einen Bäcker in der Literaturverfilmung Heidi neben Kinderstar Shirley Temple.
Seine bekannteste Rolle war allerdings eine Sprechrolle: In Disneys Zeichentrick-Klassiker Pinocchio (1940) lieh Christian Rub dem Tischler Geppetto in der Originalfassung des Filmes seine Stimme. Für das Aussehen von Gepetto im Film stand Rub ebenfalls Modell. Ab Mitte der 1940er-Jahre zog sich Rub zunehmend aus dem Schauspielgeschäft zurück, 1952 drehte er mit Something for the Birds seinen letzten Film. Christian Rub verstarb 1956 in Kalifornien, einen Tag nach seinem 70. Geburtstag. Über sein Privatleben ist nur bekannt, dass er mit einer Frau namens Anny verheiratet war. Rub war ein Sympathisant des Nationalsozialismus, was ihn, unter anderem, während seiner Arbeit mit Disney sehr unbeliebt machte.

## Filmografie (Auswahl)
- 1919: The Belle of New York
- 1932: The Man from Yesterday
- 1932: Silberdollar (Silver Dollar)
- 1933: No Other Woman
- 1933: Die Hafen-Annie (Tugboat Annie)
- 1933: Hotel auf dem Ozean (Luxury Liner)
- 1933: Mary Stevens, M. D.
- 1933: Verschollen in New York (Bureau of Missing Persons)
- 1934: Das Taucherduell (No More Woman)
- 1934: No Greater Glory
- 1934: Liebesreigen (Music in the Air)
- 1934: Zirkus Barnum (The Mighty Barnum)
- 1935: Novak liebt Amerika (Romance in Manhattan)
- 1935: Das Zeichen des Vampirs (Mark of the Vampire)
- 1935: Öl für die Lampen Chinas (Oil for the Lamps of China)
- 1935: Ladies Crave Excitement
- 1935: Der Mann, der die Bank von Monte Carlo sprengte (The Man Who Broke the Bank at Monte Carlo)
- 1935: Peter Ibbetson
- 1935: Metropolitan
- 1936: Mr. Deeds geht in die Stadt (Mr. Deeds Goes to Town)
- 1936: Draculas Tochter (Draculas Daughter)
- 1936: Blinde Wut (Fury)
- 1936: Suzy
- 1936: Verbrecherjagd (Murder with Pictures)
- 1936: Love on the Run
- 1937: Maienzeit (Maytime)
- 1937: Manuel (Captains Courageous)
- 1937: 100 Mann und ein Mädchen (One Hundred Men and a Girl)
- 1937: Heidi
- 1938: Der gejagte Professor (Professor Beware)
- 1938: Mad About Music
- 1938: Lebenskünstler (You Can’t Take It with You)
- 1938: Der große Walzer (The Great Waltz)
- 1940: Die Insel der Verlorenen (Swiss Family Robinson)
- 1940: Pinocchio (Sprechrolle)
- 1940: Hölle, wo ist dein Sieg (All This and Heaven Too)
- 1940: Rhythm on the River
- 1942: Sechs Schicksale (Tales of Manhattan)
- 1943: Bomber’s Moon
- 1943: Der Pilot und die Prinzessin (Princess O'Rourke)
- 1944: Die Abenteuer Mark Twains (The Adventures of Mark Twain)
- 1944: Three Is a Family
- 1944: Fall Guy
- 1945: Rhapsodie in Blau (Rhapsody in Blue)
- 1952: Something for the Birds